# Чмелик, Лукаш
Лу́каш Чме́лик (словац. Lukáš Čmelík; род. 13 апреля 1996, Жилина) — словацкий футболист, нападающий чешского клуба «Градец-Кралове».

## Карьера
С 2012 года Лукаш играет за молодёжную команду «Жилины». Дебют в основе состоялся 17 ноября 2012 года в домашнем матче против «Ружомберока», когда «Жилина» уступила 0:1. Лукаш вышел на замену на 80-й минуте встречи вместо Милана Шкриньяра.
На сезон 2016/17 отдан в аренду в швейцарский «Сьон». В 2017 году Чмелик был отдан в аренду в польский «Пяст».
В 2017 году Лукаш Чмелик перешёл в словацкий клуб «ДАК 1904».